# Bučince
Bučince (izvirno srbsko Бучинце) je naselje v Srbiji, ki upravno spada pod Občino Prokuplje; slednja pa je del Topliškega upravnega okraja.

## Demografija
V naselju, katerega izvirno (srbsko-cirilično) ime je Бучинце, živi 11 polnoletnih prebivalcev, pri čemer je njihova povprečna starost 55,0 let (57,5 pri moških in 51,5 pri ženskah). Naselje ima 7 gospodinjstev, pri čemer je povprečno število članov na gospodinjstvo 1,71.
To naselje je popolnoma srbsko (glede na rezultate popisa iz leta 2002), a v času zadnjih treh popisov je opazno zmanjšanje števila prebivalcev.
|  |

| Demografija | Demografija     | Demografija     |
| Leto        | Št. prebivalcev | Št. prebivalcev |
| ----------- | --------------- | --------------- |
|             |                 |                 |
|             |                 |                 |
|             |                 |                 |
|             |                 |                 |
| 1948        | 254             |                 |
| 1953        | 246             |                 |
| 1961        | 190             |                 |
| 1971        | 98              |                 |
| 1981        | 67              |                 |
| 1991        | 25              | 25              |
| 2002        | 12              | 12              |
|             |                 |                 |

| Etnična sestava po popisu iz leta 2002 | Etnična sestava po popisu iz leta 2002 | Etnična sestava po popisu iz leta 2002 | Etnična sestava po popisu iz leta 2002 | Etnična sestava po popisu iz leta 2002 |
| -------------------------------------- | -------------------------------------- | -------------------------------------- | -------------------------------------- | -------------------------------------- |
| Srbi                                   | Srbi                                   |                                        | 12                                     | 100,0%                                 |
| Neznano                                | Neznano                                |                                        | 0                                      | 0,0%                                   |